# Agapetus curvidens
Agapetus curvidens är en nattsländeart som beskrevs av Georg Ulmer 1930. Agapetus curvidens ingår i släktet Agapetus och familjen stenhusnattsländor. Inga underarter finns listade i Catalogue of Life.